# Ottavo (Arezzo)
Ottavo è una piccola località nel comune di Arezzo, situata tra le frazioni di Rigutino e Vitiano.
Deve il suo nome all'ottavo miglio della strada romana da Arezzo per Roma. Nel medioevo fu sede di una curtis appartenente ai Marchiones che, come ricorda Emanuele Repetti (1775-1852) nel suo Dizionario Geografico Fisico Storico della Toscana, nel 1098 fu donata dalla contessa Sofia alla influente Badia delle Sante Flora e Lucilla di Arezzo, allora situata nella collina di Santa Flora presso Olmo.
Nel 1600 l'illustre famiglia fiorentina dei Serristori acquistò il locale palazzo dei Gualtieri di Arezzo e lo trasformò in un'importante villa-fattoria, in seguito passata nelle proprietà del Collegio Serristori di Castiglion Fiorentino, già Castiglion Aretino. Una pietra di un muro esterno riporta la data 1641, probabile anno di rimaneggiamento del complesso.
Nella frazione abitò negli ultimi anni della sua vita Baldassarre Audiberti,
il famoso pellegrino penitente, ritenuto un santo taumaturgo, che fu poi sepolto nella locale chiesetta dedicata a Santa Maria Assunta. L'edificio era stato realizzato ai primi dell'Ottocento in sostituzione del precedente, situato più a monte, in località Ottavo Vecchio. Nel 1912 la chiesa fu restaurata, come rammenta la data sopra il portale maggiore. Nella parete sinistra, appena entrati, è visibile l'epigrafe dedicata a Baldassarre, morto nel 1852, dove si ricordano le sue maggiori virtù.
Questa insolita figura di origine francese arrivò in Toscana nel 1791 e girò il territorio per quasi sessant’anni, sistemando le sue famose croci con i simboli della Passione in molte zone del Granducato, dell’Umbria e dell’alto Lazio. Due di queste, riprodotte fedelmente da Roberto Storri, furono collocate a Ottavo nel 2002, nel corso delle celebrazioni per i 150 anni dalla morte dell'Audiberti. Nel settembre 2016 entrambe le croci sono state restaurate dallo stesso autore.
Da segnalare a Ottavo anche Villa Alberti, edificio di origine duecentesca più volte rimaneggiato nei secoli, ancora oggi di proprietà della nobile famiglia Alberti che dal settembre 2015 è stato trasformato in una residenza per anziani.

## Galleria d'immagini

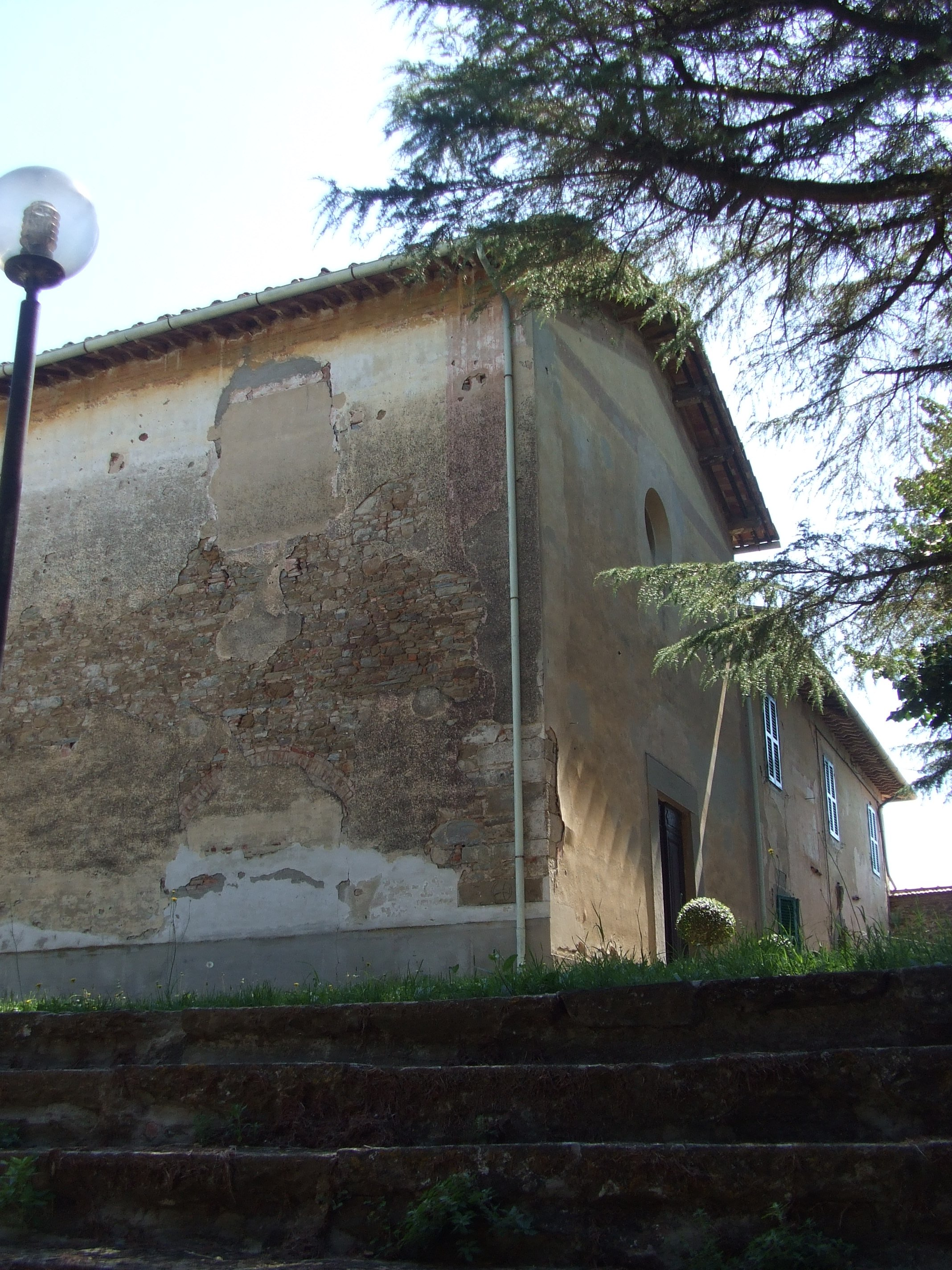
La chiesa di Ottavo
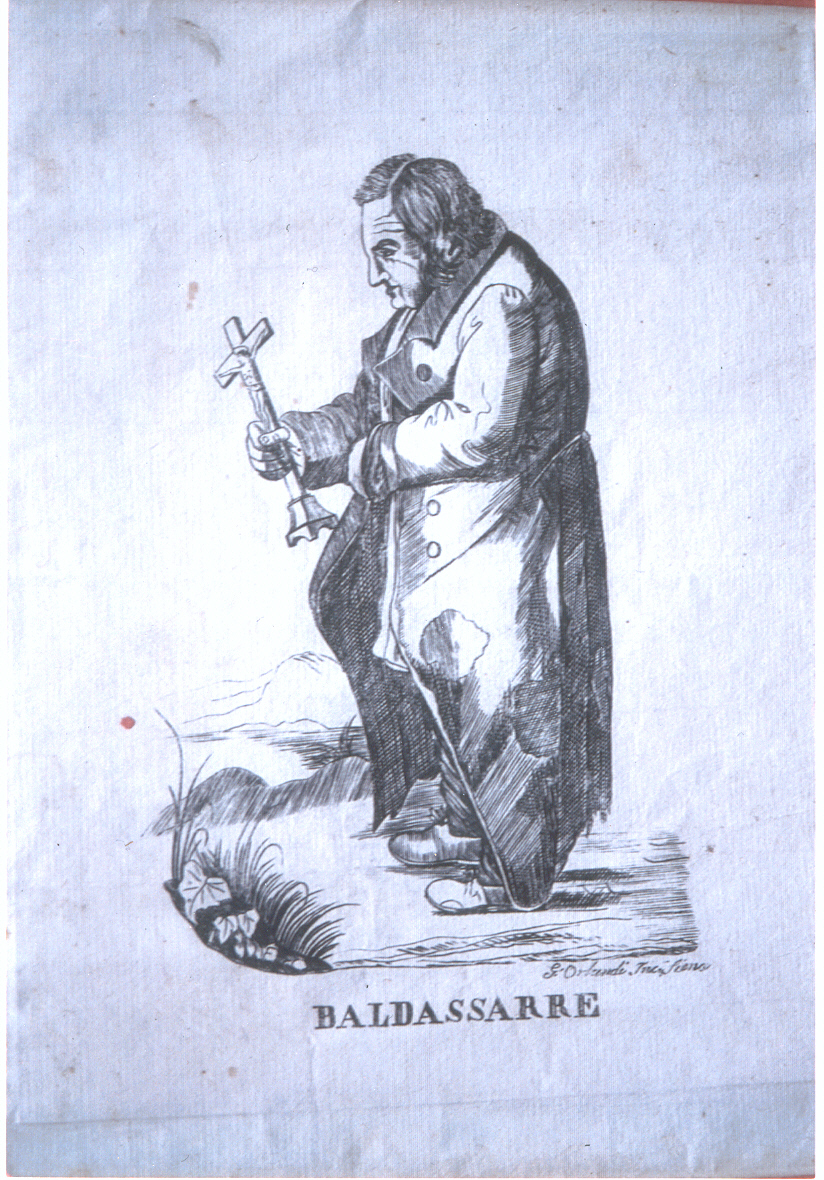
Baldassarre Audiberti